# Charles Apothéloz
Charles Apothéloz, né le 30 mai 1922 à Lausanne et mort dans la même ville le 24 mai 1982, est un metteur en scène, acteur et directeur de théâtre vaudois.

## Biographie
Tout d'abord sportif d'élite, Charles Apothéloz est vice-champion suisse de 400 mètres en 1945 et champion suisse du 4x400 mètres en 1944 et 1945. À la tête d'une troupe de théâtre d'étudiants, il obtient à Paris le prix de la mise en scène au Concours des Jeunes Compagnies en 1949 avec la pièce Les faux-nez écrite par Jean-Paul Sartre. Il fréquente alors le futur philosophe André Gorz avec qui il partage des idées politiques de gauche. Se référant aux étudiants révolutionnaires suisses, il a ce mot : "Que peut-on entreprendre dans cet univers kafkaïen, à partir de notre désespoir de poissons rouges en bocal ? Impuissants, nous sommes impuissants". Il purge quelques mois de prison pour objection de conscience avant d'obtenir une licence en droit en 1951.
En 1953, il crée la compagnie des Faux-Nez avec Jacques Clavel, Jacques Guhl et Freddy Buache entre autres et développe, dans les années suivantes différentes formes de théâtre populaire en particulier au théâtre municipal de Lausanne dès 1959. En 1961, il reprend la direction du centre dramatique romand (CDR) et crée le fonds du théâtre en Suisse romande (FTSR) chargé de gérer et distribuer les subventions publiques de toute la Suisse romande pour l'activité théâtrale.
En 1964, après la fin de l'exposition nationale, il persuade les autorités lausannoises de racheter et conserver le théâtre de Vidy, alors bâtiment éphémère voué à la destruction. Il prend la direction de la salle et y établit définitivement le Centre dramatique de Lausanne, successeur du CDR, dès 1972. À partir de 1975, Charles Apothéloz se spécialise dans la mise en scène de grandes célébrations populaires, dont en particulier la Fête des vignerons de Vevey en 1977.
À sa mort, le fonds de ses archives a été versé aux archives de la ville de Lausanne. La salle principale du théâtre de Vidy a été par la suite rebaptisée « salle Charles Apothéloz » en son honneur.